# Platyarthrus caudatus
Platyarthrus caudatus is een pissebed uit de familie Platyarthridae. De wetenschappelijke naam van de soort is voor het eerst geldig gepubliceerd in 1890 door Aubert & Dollfus.